# Caccobius unicornis
Caccobius unicornis är en skalbaggsart som beskrevs av Fabricius 1798. Caccobius unicornis ingår i släktet Caccobius och familjen bladhorningar. Inga underarter finns listade.